# Неда (Ла-Корунья)
Неда (гал. Neda, ісп. Neda) — муніципалітет в Іспанії, у складі автономної спільноти Галісія, у провінції Ла-Корунья. Населення — 5528 осіб (2009).
Муніципалітет розташований на відстані близько 502 км на північний захід від Мадрида, 25 км на північний схід від Ла-Коруньї.
Муніципалітет складається з таких паррокій: Анка, Неда, Санта-Марія-де-Неда, Віладонельє.

## Демографія
Динаміка населення (INE ):

## Галерея зображень

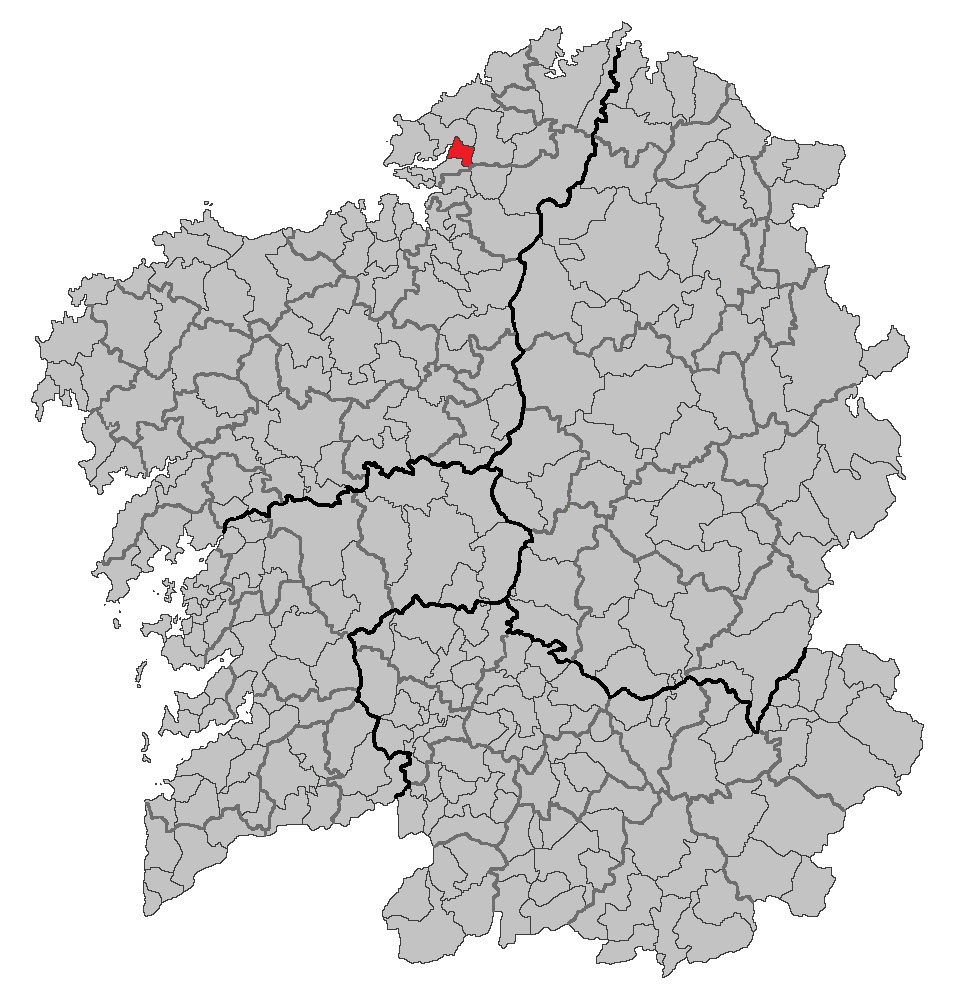
Розташування муніципалітету